# مالکیت (روان‌شناسی)
مالکیت در روان‌شناسی به حسی اشاره‌دارد که بیانگر آن است که چیزی مال "من" است.

## در روانشناسی کودک
کودک اسباب بازی‌های خود را دوست دارد و به آسانی حاضر نمی‌شود آن‌ها را با کودک دیگری تقسیم کند زیرا حس مالکیت در آن‌ها بسیار قوی است.
در سنین 2 تا 4 سالگی، مرحله حساسی از پرورش کودکی بهنجار است، زیرا کودک آهسته آهسته به سمت استقلال یافتن و دوری از وابستگی دایم به دیگران می‌رود اما بهای دست یابی به این مرحله برخی رفتارهایی است که ممکن است باعث رنجش دیگران شود. یکی از این موارد «احساس مالکیت» است. کودک در این سنین نسبت به اشیایی که متعلق به خودش است حساسیت ویژه‌ای نشان می‌دهد حتی گاه این حساسیت به اشیایی که مربوط به دیگرانی است که او دوست شان دارد نیز سرایت می‌کند. مثلاً وقتی ببیند فردی به کیف یا لباس پدرش دست می‌زند او عصبانی می‌شود و واکنش تندی از خود نشان می‌دهد.
وقتی کودک اجازه داشته باشد آنچه را که به او تعلق دارد پیش خود حفظ کند یا مجبور نباشد همه چیز را با دیگران تقسیم کرده یا هدیه دهد، ارزش مالکیت را به درستی در خواهد یافت و خواهد آموخت که چرا نمی‌تواند چیزی را که به او تعلق ندارد، بردارد، کودک کم‌کم می‌آموزد که بین مفاهیم «مال من» و «مال او» تمایز قایل شود. وقتی این تفکیک را درک کرد در این زمان کودک معنی واقعی مالکیت را می‌فهمد و احترام به مالکیت را نیز درک می‌کند و زمانی به معنای سخاوت داشتن می‌رسد که به حس مالکیت او احترام گذاشته شود و دیگر احساس نکند که دیگران همواره می‌خواهند با اجبار وسایل او را تصاحب کنند.
اگر زودتر از موقع به کودک اصرار بورزید که خودخواهی را کنار بگذارد و مجبورش کنید اسباب بازی خود را به کودک دیگری بدهد، یا اسباب بازی او را به زور از دست او بگیرید و به کودک دیگر بدهید، کودک احساس عدم امنیت می‌کند و همواره این ترس و نگرانی را خواهد داشت که مبادا کسی اسباب بازی‌هایش را بگیرد و در نتیجه با نزدیک شدن هر کودک به حریم بازی خود دچار وحشت می‌شود و او را به زور عقب می‌راند. فشار و سختگیری برای سخاوتمندشدن کودک، رشد طبیعی او را به تأخیر می‌اندازد و حاصل دیگری ندارد. در صورتی که در همین زمان حس مالکیت در کودک گُل کرده و با ندادن اسباب بازی به کودکِ دیگر می‌خواهد اعلام نماید که اینها در مالکیت من است و اگر به ناچار اسباب بازی اش را به کودک میهمان بدهد به خاطر این است که از توجه و محبت والدین محروم نشود. (نیاز به توجه مثبت در نزد کودک از نیاز به مالکیت اساسی تر است.)